# Hoya finlaysonii
Hoya finlaysonii ist eine Pflanzenart der Gattung der Wachsblumen (Hoya) aus der Unterfamilie der Seidenpflanzengewächse (Asclepiadoideae). Die Art ist durch ihre Blattäderung einzigartig.

## Merkmale
Hoya finlaysonii ist eine kletternde, windende Pflanze mit kräftigen, blassbraunen Trieben. Die Triebe haben bis etwa 3 mm im Querschnitt. Die Internodien sind relativ lang. Die meist gegenständigen Blätter sind gestielt, die dicken Blattstiele sind 0,6 bis 13 cm. Die Blattspreiten sind elliptisch, bis 21 cm und 6 cm breit (15 und 5 cm; Wennström & Stenman). Sie sind dick und ledrig bis starr mit einer erhabenen, dunkelgrünen Blattäderung, die sehr prominent aus der hellgrünen Oberseite hervor tritt. Die Unterseite ist dunkelrot. Die Basis ist keilförmig, der Apex spitz zu laufend. Die Ränder sind gewellt.
Der aufrecht stehende Blütenstand ist rundlich bis oberseits konvex gewölbt mit 35 bis 40 Blüten. Die Blütenstände sind hängend oder stehen waagrecht. Der Blütenstandsstiel ist 2 bis 3 cm lang. Die sehr dünnen und starren Blütenstiele sind bis 2,5 cm lang und mehr oder weniger kräftig rötlich gefleckt. Die Blütenkrone hat einen Durchmesser von 6 mm bis etwa 10 mm und ist weißlich bis leicht gelblich. Kronblattzipfel sind eiförmig, spitz und stark zurückgebogen. Die Zipfelspitzen sind tiefrot und innen fein flaumig behaart, außen kahl. Die Nebenkrone ist glasig-weiß mit eiförmigen Zipfeln. Die äußeren eiförmigen Fortsätze sind spitz zulaufend und aufsteigend. Die inneren Fortsätze sind kurz und spitz. Die Fortsätze der Antheren sind rundlich und kurz.
Die Pollinien sind länglich-sichelförmig und geflügelt. Die Caudiculae sind sehr kurz und dick. Das Corpusculum ist konisch geformt. Die Balgfrüchte sind schlank-spindelförmig, 12 cm lang und messen 0,6 cm im Durchmesser. Die Samen sind zylindrisch, 0,75 cm lang.
Die Art kann das ganze Jahr über blühen. Der Duft der Blüten wird in der Literatur sehr unterschiedlich beschrieben. Nach Wennström und Stenman duften sie schwach nach Zitrus. Nach Kloppenburg haben sie dagegen einen scharfen, würzigen Duft. Wayman schreibt dagegen von ... one of the most delicious fragrances ... Die Blüten sind sehr kurzlebig und bleiben nur einen Tag oder nur wenig länger geöffnet. Die Art wächst relativ langsam.

## Ähnliche Arten
Nach  Surisa Somadee und Jens Kühne soll Hoya finlaysonii eng mit Hoya parasitica verwandt sein, was wohl ein Irrtum ist, da diese Art keinerlei Ähnlichkeit aufweist. Unter Hoya callistophylla steht wiederum eng verwandt mit Hoya finlaysonii. Diese Art besitzt tatsächlich ähnliche Blüten und Blätter. Bei Hoya finlaysonii sind die Nebenkronenzipfel dreieckig und an den Spitzen leicht nach oben gebogen. Nach Wanntorp et al. ist Hoya finlaysonii aber eng mit Hoya incrassata, Hoya vitellina und Hoya vitellinoides verwandt.

## Geographische Verbreitung und Lebensraum
Die Art ist in Südostasien weit verbreitet. Das Verbreitungsgebiet reicht von Myanmar, Südthailand, die Malaiische Halbinsel bis nach Indonesien (Borneo, Sumatra). Der Lebensraum ist der tropische Regenwald.

## Taxonomie
Das Taxon wurde 1834 von Robert Wight in seinem Werk Contributions to the Botany of India aufgestellt. Der Holotyp wird im Herbarium der Kew Gardens (London) aufbewahrt. Er stammt von der Insel Penang, Malaiische Halbinsel, Malaysia.
Nach Wennström und Stenman handelt es sich um eine sehr variable Art oder einen Artkomplex. Besonders die Blätter sollen von dünn bzw. nicht sukkulent und weich bis zu sukkulent und sehr fest variieren.